# Łzy
Łzy [wzɨ] (deutsch: Tränen) ist eine polnische Pop-Rock-Band aus Pszów.

## Bandgeschichte
Die Band existiert inoffiziell seit 1992; in diesem Jahr veröffentlichte sie ihre erste Demoaufnahme Przeciw Przemocy (Gegen Gewalt) auf Kassette. 1996 wurde sie offiziell von Anna Wyszkoni, Adrian Wieczorek, Adam Konkol, Dawid Krzykała, Arek Dzierżawa und Rafał Trzasklik in Pszów gegründet.
Ihr erstes Album wurde im Jahr 1998 unter dem Namen Słońce (Die Sonne) veröffentlicht. Einige der erfolgreichsten Singles der Band sind: Oczy szeroko zamknięte, Agnieszka, Narcyz, Gdybyś był, Aniele mój.
Am 15. November 2010 beendeten die Sängerin Anna Wyszkoni und der Rest der Band einvernehmlich ihre Zusammenarbeit, was die Band am zwei Tage später auf ihrer Website bekannt gab. Nach der Durchführung eines Castings stellte die Band am 9. Januar 2011 Sara Chmiel als neue Frontfrau der Formation vor.

## Diskografie

### Alben
- 1998: Słońce

| Jahr | Titel                      | Höchstplatzierung, Gesamtwochen, AuszeichnungChartsChartplatzierungen (Jahr, Titel, Platzierungen, Wochen, Auszeichnungen, Anmerkungen) | Anmerkungen                         |
| Jahr | Titel                      | PL | Anmerkungen                         |
| ---- | -------------------------- | --- | ----------------------------------- |
| 2000 | W związku z samotnością    | PL4 Platin · (70 Wo.)PL |                                     |
| 2002 | Jesteś Jaki Jesteś         | PL4 Gold · (24 Wo.)PL |                                     |
| 2003 | Nie czekaj na jutro        | PL1 Platin · (26 Wo.)PL | Erstveröffentlichung: 5. Juni 2003  |
| 2005 | Historie, których nie było | PL11 (15 Wo.)PL | Erstveröffentlichung: 13. Juni 2005 |
| 2006 | The Best Of 1996–2006      | PL11 Platin · (16 Wo.)PL | Erstveröffentlichung: 26. Juni 2006 |

Weitere Alben
- 2011: Bez słów...
- 2014: Zbieg okoliczności
- 2016: Łzy 20
- 2021: Miłość w czasach samotności
- 2023: Ok, Ok

### Singles
- 1999: Aniele mój
- 2000: Modlitwa
- 2000: Narcyz się nazywam
- 2001: Niebieska sukienka
- 2001: Agnieszka już dawno
- 2001: Opowiem wam jej historię
- 2002: Jestem Jaka Jestem
- 2002: Ja nie lubię nikogo
- 2002: Anastazja jestem
- 2002: Jestem Dilerem
- 2003: Oczy szeroko zamknięte
- 2003: Anka, ot tak
- 2004: Julia, tak na imię mam
- 2004: Trochę wspomnień, tamtych dni
- 2005: Pierwsza łza
- 2005: Przepraszam cię
- 2005: Wróciłam/Ciszej, ciemniej
- 2006: Gdybyś był
- 2006: Całą sobą/Imagine
- 2008: Puste słowa
- 2011: Zatańcz ze mną prosze